# Biederitz
Biederitz est une ville allemande située en Saxe-Anhalt, dans l'Arrondissement du Pays-de-Jerichow.

## Personnalités liées à la ville
- Elsbeth von Nathusius (1846-1928), écrivain née à Königsborn.
- Susanne von Nathusius (1850-1929), peintre née à Königsborn.
- Wilhelm von Nathusius (1856-1937), général né à Königsborn.
- Helmut Zimmermann (1924-2013), archiviste né à Gerwisch.
- Gustav-Adolf Schur (1931-), coureur cycliste né à Heyrothsberge.